# Krásná pod Lysou horou

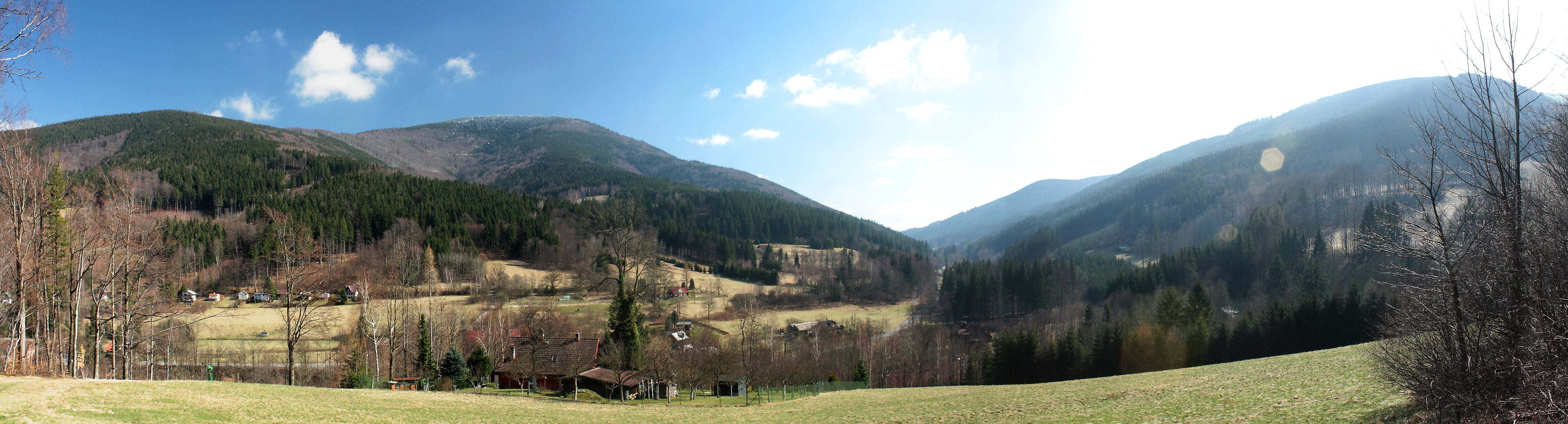
Krásná (2017)

Krásná (polnisch und deutsch Krasna, auch Krassna) ist eine Gemeinde in Tschechien. Sie liegt 14 Kilometer südöstlich von Frýdek-Místek und gehört zum Okres Frýdek-Místek.

## Geographie
Die Gemeinde Krásná erstreckt sich über zehn Kilometer im Tal der Mohelnice in den Mährisch-Schlesischen Beskiden. Die Streusiedlung liegt auf dem Gebiet des Landschaftsschutzgebietes Beskiden. Südwestlich erhebt sich die Lysá hora (1323 m) und im Südosten der Travný (1203 m).
Nachbarorte sind Pražmo und Raškovice im Norden, Morávka im Nordosten, Staré Hamry im Süden, Ostravice im Südwesten, Malenovice im Westen sowie Lubno und Janovice im Nordwesten.

## Geschichte
Krásná entstand während der walachischen Besiedlung der Beskiden in der ersten Hälfte des 17. Jahrhunderts. Die erste urkundliche Erwähnung des neuen Dorfes Krasna findet sich 1639 im Grundbuch der Herrschaft Friedeck. Ab 1664 ist das Dorf auch im Urbar der Herrschaft vermerkt. Die Bewohner lebten in bescheidenen Verhältnissen und in den Jahren 1767, 1771 und 1785 kam es in dem Dorf zu Aufständen gegen die Friedecker Herrschaft. Für die Rechtsprechung war ein herrschaftlicher Vogt eingesetzt. Haupternährungsgrundlage bildete die Viehzucht, insbesondere von Schafen, ergänzt durch Hausweberei sowie die Holzfällerei. Während des Übergangs von 17. und 18. Jahrhundert wurde auch Erzbergbau betrieben, die Verarbeitung erfolgte in Althammer. 1803 hatte das Dorf 473 Einwohner.
Nach der Aufhebung der Patrimonialherrschaften bildete Krasna ab 1850 eine Gemeinde im Bezirk Teschen, ab 1908 gehörte sie zum Bezirk Friedeck/Frýdek. In der zweiten Hälfte des 19. Jahrhunderts wuchs die Bevölkerung rasch an. Zwischen 1851 und 1869 verdreifachte sich die Einwohnerschaft von 528 auf 1757. Die höchste Einwohnerzahl des Ortes wurde im Jahre 1880 mit 1882 erreicht.
1950 wurde die Gemeinde in den Okres Místek umgegliedert und nach dessen Auflösung gehört sie seit 1961 zum Okres Frýdek-Místek. 1980 verlor Krásná seine Selbstständigkeit und wurde unter der Bezeichnung Morávka 5-Krásná zum Ortsteil der Großgemeinde Morávka. Seit dem 1. Jänner 1991 besteht die Gemeinde Krásná wieder.
Das Dorf ist heute ein Erholungsort.

## Gemeindegliederung
Für die Gemeinde Krásná sind keine Ortsteile ausgewiesen. Zu Krásná gehören die Ansiedlungen Borové, Dolní Krásná, Jestřábí, Muroňka, Nižní Mohelnice, Obidová, Papežov, Řepčonka, Sihly, Tošanovský, Visalaje, Vyšní Mohelnice, Zemřelov und Zlatník.

## Sehenswürdigkeiten
- hölzerne Glockentürme in Dolní Krásná, Na dolině und Kršle.